# Chrysoblephus
Chrysoblephus és un gènere de peixos pertanyent a la família dels espàrids.

## Taxonomia
- Chrysoblephus anglicus (Gilchrist & Thompson, 1908)[4]
- Chrysoblephus cristiceps (Valenciennes, 1830)[5]
- Chrysoblephus gibbiceps (Valenciennes, 1830)[6]
- Chrysoblephus laticeps (Valenciennes, 1830)[6][7]
- Chrysoblephus lophus (Fowler, 1925)[8]
- Chrysoblephus puniceus (Gilchrist & Thompson, 1908)[4][9][10][11][12][13][14][15]